# Крохмальне
Крохма́льне — село в Україні, у Петропавлівській сільській громаді Куп'янського району Харківської області. Населення становить 45 осіб. До 2020 орган місцевого самоврядування — Кислівська сільська рада.

## Географія
Село Крохмальне знаходиться на відстані 3 км від річки Піщана. Через село проходить автомобільна дорога Н26. На відстані 2 км розташована залізнична станція Берестова.

## Історія
1759 — дата заснування.
12 червня 2020 року, відповідно до Розпорядження Кабінету Міністрів України  № 725-р «Про визначення адміністративних центрів та затвердження територій територіальних громад Харківської області», увійшло до складу Петропавлівської сільської громади.
19 липня 2020 року, в результаті адміністративно - територіальної реформи та ліквідації колишнього Куп'янського району, село увійшло до складу Куп'янського району Харківської області.

## Російське вторгнення в Україну (з 2022)
Село було захоплено росіянами на початку вторгнення у 2022 році. Під час харківського контрнаступу українці звільнили Крохмальне від окупації.
5 грудня 2022 року російський агресор здійснив обстріли з танків та артилерії по районах населених пунктів Кислівка, Котлярівка, Табаївка, Крохмальне, Берестове і Вишневе Харківської області.
7 лютого 2023 року окупанти обстріляли село.
21 січня 2024 року село було повторно окуповано росіянами. Володимир Фітьо, речник Сухопутних військ ЗСУ, підтвердив втрату контролю ЗСУ над населеним пунктом.

## Населення

### Мова
Розподіл населення за рідною мовою за даними перепису 2001 року:
| Мова            | Кількість | Відсоток |
| --------------- | --------- | -------- |
| українська      | 39        | 86.67%   |
| російська       | 5         | 11.11%   |
| інші/не вказали | 1         | 2.22%    |
| Усього          | 45        | 100%     |